# Черната мълния (филм)
Черната мълния (на руски: Чёрная Молния) е руски фентъзи филм от 2009 година на режисьорите Александър Войтински и Дмитри Кисельов.

## Сюжет
За 20-годишния си рожден ден, Дима получава като подарък стара Волга-ГАЗ 21. Оказва се, че старото возило може да лети. Посредством колата си, той започва да печели пари и да направи впечатление на любимото си момиче – Настя. Докато идва повратен момент, в който главният герой трябва да се промени и порасне.

## Актьорски състав
- Григорий Добригин
- Екатерина Вилкова
- Иван Жидков
- Сергей Гармаш
- Виктор Вержбитски
- Валери Золотухин
- Михаил Ефремов
- Катя Старшова
- Екатерина Василиева